# Горска дърволазка
Горската дърволазка (Certhia familiaris) е птица от семейство Дърволазкови. Среща се и в България.
Латинското ѝ названия произлиза от гръцкото kerthios, малка птица, обитаваща дърветата, описана от Аристотел и латинското familiaris, обикновена.

## Физически характеристики
Има дълъг извит клюн, фигурални кафяви надкрилия и без подкрилия. Значително се отличава от сходния вид Certhia brachydactyla по пеенето. Горската дърволазка на дължина е около 12 см и тежи 7 – 12 г.

## Начин на живот и хранене
Обикновено гнездото си устройва ниско – от 1 до 2,5 m в хралупи по дърветата, в които женската снася и мъти 5 – 6 яйца. Родителите хранят малките си до 260 пъти на ден.